# Aleksiej Wierbow
Aleksiej Igoriewicz Wierbow (ros. Алексей Игоревич Вербов; ur. 31 stycznia 1982 w Moskwie) – rosyjski siatkarz, reprezentant kraju, grający na pozycji libero. 
Przez długi czas grał również w siatkówkę plażową.
Został odznaczony tytułem Zasłużonego Mistrza Sportu, a także dwukrotnie Orderem „Za zasługi dla Ojczyzny”: I klasy 2 kwietnia 2009 r. oraz II klasy 4 listopada 2005 r.

## Sukcesy zawodnicze

### reprezentacyjne
| Osiągnięcie                                 | Trofeum               | Rok                        |
| Mistrzostwa Europy Kadetów                  | złoto                 | 1999                       |
| Mistrzostwa Europy U-23 (siatkówka plażowa) | złoto                 | 2003                       |
| Igrzyska Olimpijskie                        | brąz                  | 2004, 2008                 |
| Liga Europejska                             | złoto · srebro        | 2005 2004                  |
| Mistrzostwa Europy                          | złoto · srebro        | 2013 2005, 2007            |
| Liga Światowa                               | złoto · srebro · brąz | 2013 2007 2006, 2008, 2009 |
| Puchar Świata                               | srebro                | 2007                       |
| Memoriał Huberta Jerzego Wagnera            | srebro                | 2013, 2018                 |

### klubowe
| Osiągnięcie                | Trofeum               | Sezon/Rok |
| Puchar Rosji               | złoto                 | 2003, 2005, 2009, 2014, 2015, 2016, 2017, 2018 |
| Liga Mistrzów              | złoto · srebro · brąz | 2003/2004, 2014/2015, 2015/2016, 2016/2017, 2017/2018 2018/2019 2004/2005, 2005/2006, 2008/2009                                                        |
| Mistrzostwo Rosji          | złoto · srebro · brąz | 2003/2004, 2004/2005, 2009/2010, 2013/2014, 2014/2015, 2015/2016, 2016/2017, 2017/2018 2005/2006, 2007/2008, 2008/2009, 2012/2013, 2018/2019 2011/2012 |
| Puchar Challenge           | srebro                | 2012/2013 |
| Klubowe Mistrzostwa Świata | złoto · srebro        | 2017 2015, 2016 |
| Superpuchar Rosji          | złoto                 | 2015, 2016, 2017, 2018 |

## Sukcesy trenerskie

### reprezentacyjne
| Osiągnięcie        | Trofeum | Rok  |
| Letnia Uniwersjada | brąz    | 2019 |

### klubowe
| Osiągnięcie           | Trofeum | Sezon/Rok  |
| Puchar Rosji          | złoto   | 2019, 2021 |
| Wicemistrzostwo Rosji | srebro  | 2019/2020  |

## Osiągnięcia indywidualne
- 2006: Najlepszy libero Ligi Światowej
- 2006: Najlepszy libero Mistrzostw Świata
- 2007: Najlepszy libero Mistrzostw Europy
- 2008: Najlepszy broniący Igrzysk Olimpijskich
- 2009: Najlepszy libero Ligi Mistrzów
- 2009: Najlepszy libero Ligi Światowej
- 2013: Najlepszy libero Mistrzostw Europy[4]

## Odznaczenia
- Odznaczony tytułem Zasłużonego Mistrza Sportu
- Order „Za zasługi dla Ojczyzny” I klasy (2 kwietnia 2009)
- Order „Za zasługi dla Ojczyzny” II klasy (4 listopada 2005)